# Сингапурска ботаничка башта
Сингапуршка ботаничка башта (малајски: Taman Botanik Singapura или Kebun Botani Singapura) је 74 ха велика ботаничка башта у самом средишту Сингапура. Ове баште представљају еволуцију британског колонијалног тропске ботаничке баште која је постала модерна научна институција светске класе која се користи и за очување и образовање. Културни предео укључује богату разноликост историјских обележја, биљака и зграда које показују развој баште од његовог оснивања 1859. године. Биле су важно средиште за науку, истраживање и очување биљака, посебно у вези с узгојем гуме на плантажама југоисточне Азије од 1875. год. Због тога су уписани на УНЕСКО-в Списак места Светске баштине у Азији и Аустралазији 2015. године.
То је једина ботаничка башта на свету која је отворен за јавност сваки дан од 5 ујутро до поноћи, целе године, и то бесплатно, с изузетком Националног музеја орхидеја. 

## Знаменитости
Национална башта орхидеја је главна атракција ботаничких башти. На брдовитих 3 ха у средишту башта налази се колекција с преко 1.000 врста и 2.000 хибрида орхидеја. У самој башти орхидеја налазе се и друге атракције као што је дворана Буркил и ВИП башта орхидеја је колонијални бунгалов из 1886. године који је некада био управитељев дом, а у којему су данас изложени бројни хибриди названи по славним особама које су посетиле врт. Орхидаријум је склониште за ентузијасте орхидеја с тропским окружењем.
Кишна шума од око 6 ха је старија од свих осталих башти и једна је од само две кишне шуме у једном великом граду; другу има Рио де Жанеиро.
Башта медењака се налази уз Националну башту орхидеја, а у њему се налазе разне врсте из породице Zingiberaceae, Халиа ресторан, водопад и видиковац.
Ботанички центар садржи обновљена Танглин врата, библиотеку ботанике и хортикултуре, Сингапурски хербаријум, узгајалиште орхидеја и образовне радионице. Зелени павиљон је прва зграда са „зеленим кровом” у Сингапуру.
Дечја башта Џејкоб Балас, назван по сингапурском филантропу који је преминуо 2004. год. Он садржи просторе за водене игре, мало игралиште, кућице на дрвећу са тобоганима и лавиринт.
- Реплика древних дивова врсте Lepidodendrons у башти еволуције
- Травњаци долине палми су популарно излетиште
- Водопад у Врту медењака
- Зелени павиљон
- статуа Фредерика Шопена